# Un Verano Sin Ti
Un Verano Sin Ti (с исп. — «Лето Без Тебя») — четвёртый сольный и пятый студийный альбом пуэрто-риканского рэпера Бэд Банни, выпущенный 6 мая 2022 года компанией Rimas Entertainment после выпуска его предыдущего альбома El Último Tour Del Mundo (2020). Альбом содержит двадцать три трека и включает совместные работы с Chencho Corleone, Jhay Cortez, Tony Dize, Rauw Alejandro, Bomba Estéreo, the Marías и Buscabulla.
Альбом занял 4-ю строчку в топе сайта Genius по итогам 2022 года.